# فتح ناوارای ایبری توسط اسپانیا
فتح ناوارای ایبری توسط اسپانیا (انگلیسی: Spanish conquest of Iberian Navarre) توسط فرناندوی دوم، پادشاه آراگون آغاز شد و توسط نوه و جانشین او کارل پنجم در یک سری از لشکرکشی‌ها از ۱۵۱۲ تا ۱۵۲۴ تکمیل شد. فرناندو هم پادشاه تاج آراگون و هم نایب السلطنه تاج کاستیا در سال ۱۵۱۲ بود. هنگامی که پاپ ژولیوس دوم در اواخر ۱۵۱۱ اتحادیه مقدس را علیه فرانسه اعلام کرد، پادشاهی ناوار تلاش کرد بی‌طرف بماند. فرناندو از این بهانه‌ای برای حمله به ناوار استفاده کرد و آن را فتح کرد در حالی که محافظ بالقوه آن، پادشاهی فرانسه، توسط پادشاهی انگلستان، جمهوری ونیز، و ارتش ایتالیایی فرناندو تحت کنترل بود.